# Jesper Jansson
Urban Jesper Jansson (ur. 8 stycznia 1971 w Växjö) – szwedzki piłkarz występujący na pozycji obrońcy. 

## Kariera klubowa
Jansson karierę rozpoczynał w 1987 roku w zespole Braås GoIF. W 1988 roku został graczem pierwszoligowego klubu Östers IF. W tym samym roku spadł z nim do drugiej ligi, jednak rok później awansował z powrotem do pierwszej. W 1991 roku wraz z zespołem dotarł do finału Pucharu Szwecji, a w 1992 roku wywalczył z nim wicemistrzostwo Szwecji.
W 1994 roku Jansson przeszedł do także pierwszoligowego AIK Fotboll, gdzie występował przez dwa sezony. Z kolei sezon 1996 spędził w barwach Djurgårdens IF. W 1997 roku odszedł do norweskiego Stabæk Fotball. W 1998 roku zdobył z nim Puchar Norwegii, a także zajął 3. miejsce w pierwszej lidze norweskiej. Graczem Stabæku był przez trzy sezony.
W 1999 roku Jansson został zawodnikiem belgijskiego KRC Genk. W sezonie 1999/2000 zdobył z nim Puchar Belgii. W 2000 roku przeniósł się do szwedzkiego Helsingborga i w tym samym roku został w jego barwach wicemistrzem Szwecji. W Helsingborgu grał przez pięć sezonów, a następnie wrócił do Stabæku, występującego już w drugiej lidze. W 2005 roku awansował z nim jednak do pierwszej ligi.
W 2007 roku odszedł do szwedzkiego czwartoligowca, Högaborgs BK, gdzie zakończył karierę.

## Kariera reprezentacyjna
W 1992 roku Jansson jako członek kadry U-23 wziął udział w Letnich Igrzyskach Olimpijskich, zakończonych przez Szwecję na ćwierćfinale.
W pierwszej reprezentacji Szwecji Jansson wystąpił jeden raz, 20 lutego 1994 w wygranym 3:1 towarzyskim meczu ze Stanami Zjednoczonymi.